# Haussömmern
Haussömmern est une commune allemande de l'arrondissement d'Unstrut-Hainich, Land de Thuringe.

## Géographie
| Mittelsömmern |               | Hornsömmern |
|               | Haussömmern   | Kutzleben   |
| Bruchstedt    | Bad Tennstedt | Ballhausen  |